# 좀비 아포칼립스

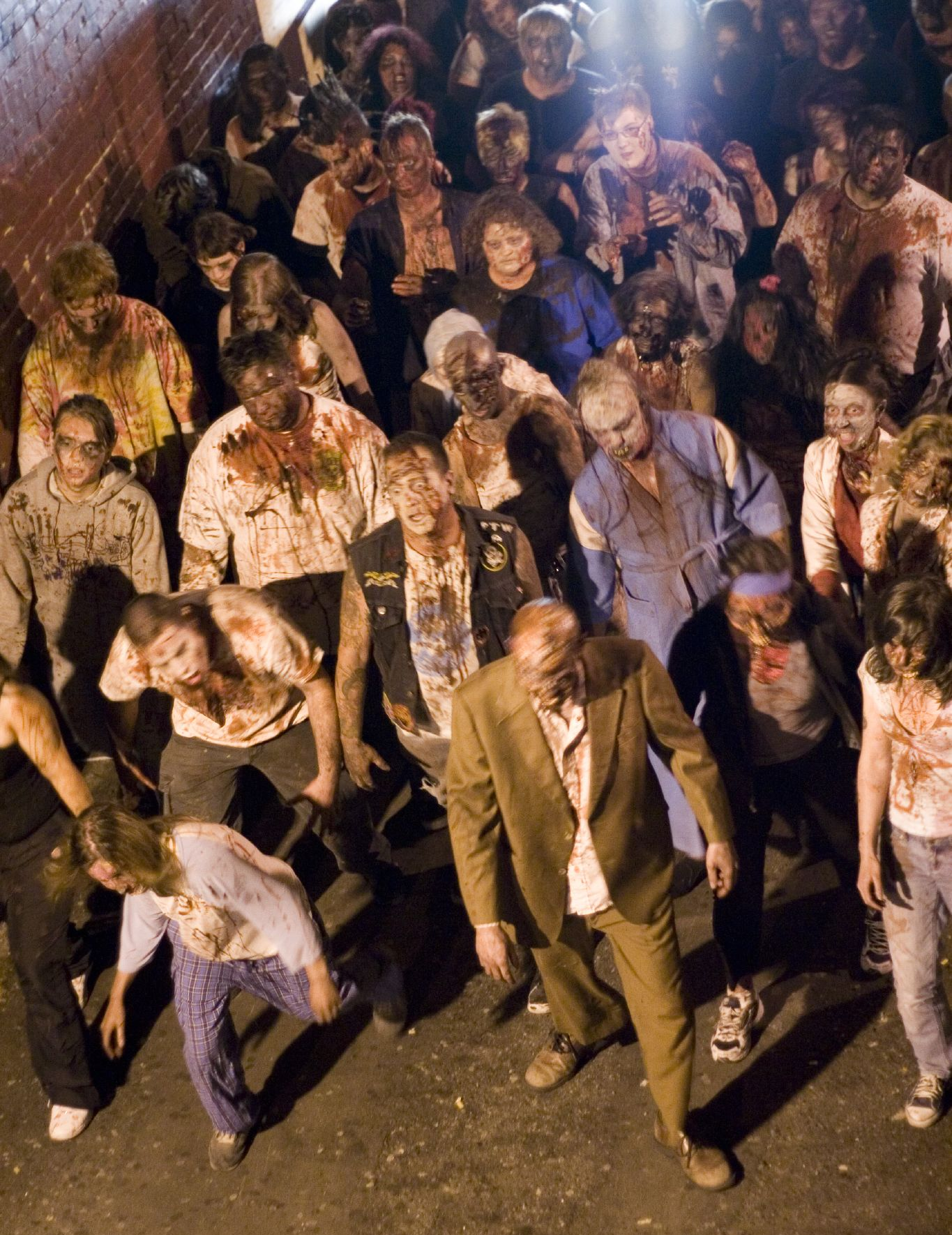
영화 촬영을 위해 좀비로 분장한 배우들

좀비 아포칼립스(영어: Zombie apocalypse)는 대량의 좀비로 인해 문명이나 세계가 멸망하는 허구 장르이다. 일반적으로 소수의 생존자가 살아남는다.
좀비들이 공격하는 이유를 알 수 없어 전체 상황을 설명할 수 없기도 하며, 특정 기생충이나 감염이 원인이라는 설정으로 실제 전염병과 매우 유사하게 구성되기도 한다. 확산되는 좀비 전염병은 법 집행 기관, 군대 및 의료 서비스를 휩쓸고 고립된 생존자들이 남을 때까지 시민 사회가 공황 상태에 빠진다. 수도 공급 및 전력 공급과 같은 기본 생활 서비스가 중단되고 주류 매체가 방송을 중단하고 영향을 받는 국가의 정부가 무너지거나 은신한다. 생존자들은 대개 산업화 이전의 황야와 같은 축소된 세계에서 식량, 무기, 기타 보급품을 찾기 시작한다. 일반적으로 감염되지 않은 사람들이 피난처를 찾고 새로운 시대를 시작할 수 있는 '안전 지대'가 있으며 대개 다른 생존자나 정부가 보유하고 있다.